# Peterskirche (Heddesbach)

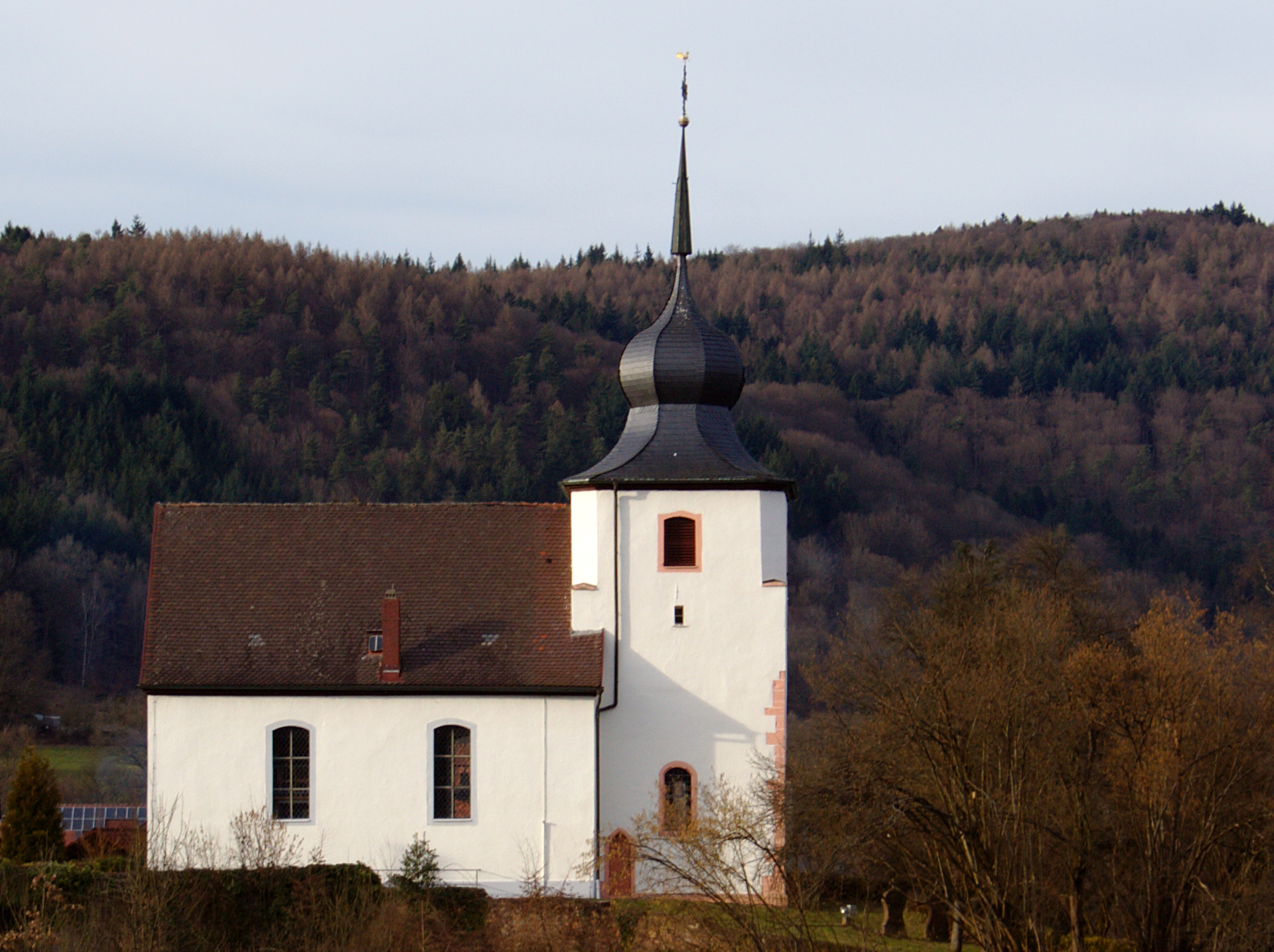
Evangelische Peterskirche in Heddesbach, Ansicht von Süden

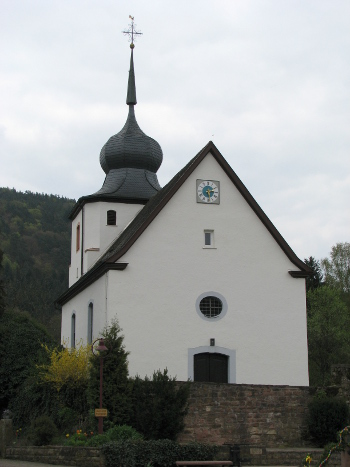
Peterskirche vom Kirchplatz

Die evangelische Peterskirche in Heddesbach im Rhein-Neckar-Kreis im Nordwesten Baden-Württembergs wurde im 13. Jahrhundert erbaut. Ihr heutiges Aussehen erhielt sie im Jahr 1777. Sie gehört zur Kirchengemeinde Steinachtal im Kirchenbezirk Neckar-Bergstraße der Evangelischen Landeskirche in Baden.

## Geschichte
Die Besiedlung von Heddesbach begann im Auftrag des Wormser Bischofs vermutlich im späten 12. Jahrhundert durch die Herren von Steinach, deren hiesiger Zweig sich nach der zuvor erbauten Harfenburg Herren von Harfenberg nannte. Es waren wohl noch die Harfenberger, die im 13. Jahrhundert die Peterskirche gründeten. Die Mutterkirche war Neckarsteinach. Die Heddesbacher Peterskirche war auch zuständig für Langenthal und später Sendpfarrei für Brombach und Unter-Schönmattenwag.
Im Wormser Synodale, einem Visitationsbericht der Pfarreien im Bistum Worms, wurde 1496 die Kirche beschrieben. Zu dieser Zeit hatten die Landschad von Steinach, wohl als Erben der Harfenberger, den Kirchensatz inne. Die Steinacher als Anhänger des lutherischen Bekenntnisses führten vergleichsweise früh im 16. Jahrhundert die Reformation ein. 1777 wurde ein neues Langhaus gebaut und der Turm erhielt eine Zwiebelhaube. Bei Arbeiten im Chor wurden 1910 alte Fresken entdeckt. 2008 wurde die Peterskirche renoviert.

## Beschreibung

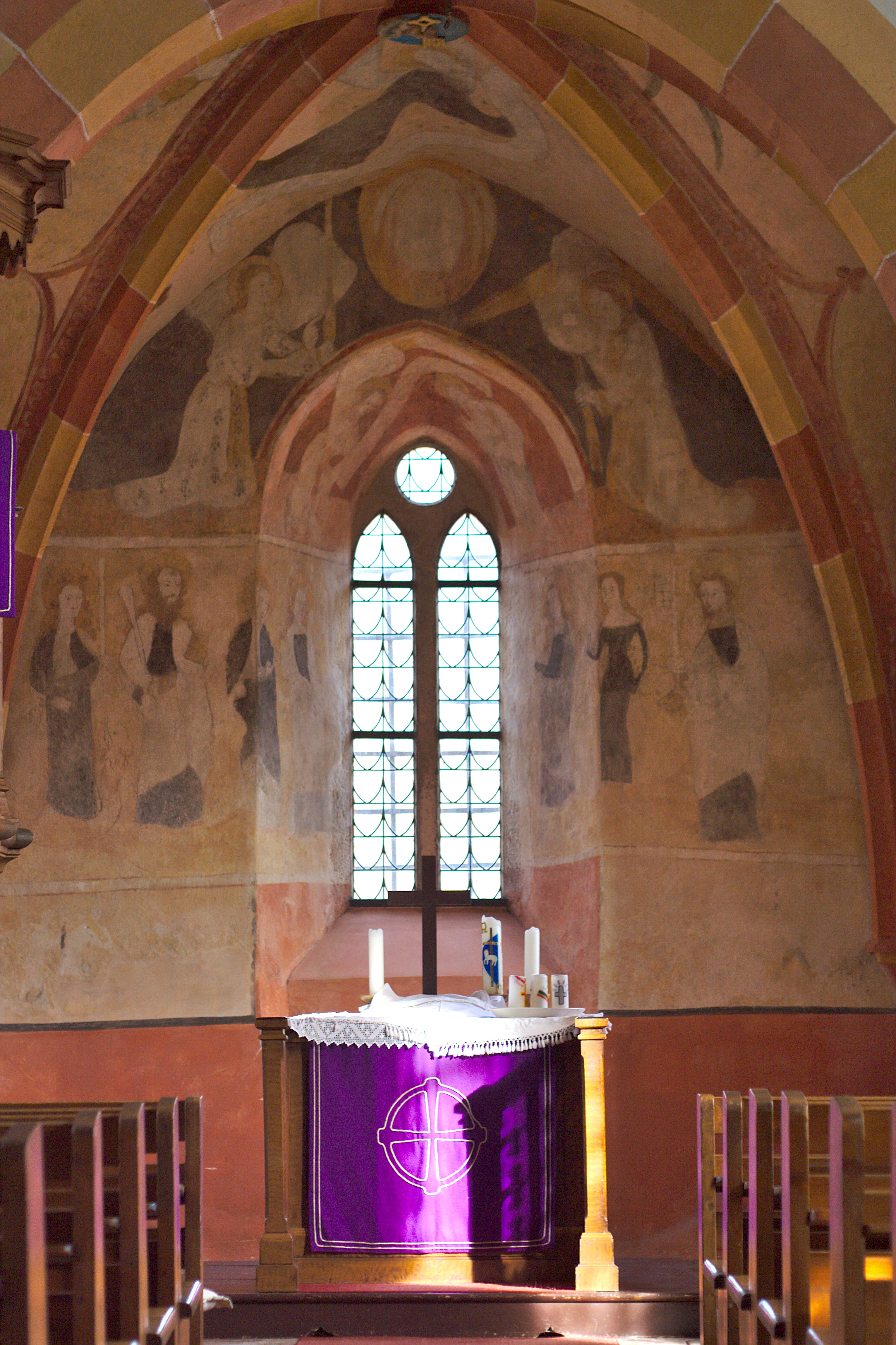
Der Altarraum mit Malereien des 15. Jahrhunderts

Die Peterskirche steht im Zentrum von Heddesbach auf einem Sporn über dem Ulfenbachtal. Die geostete Chorturmkirche ist eine der wenigen mittelalterlichen Wehrkirchen im Odenwald. Der gotische Chorturm wurde im 13. Jahrhundert errichtet. Glockenstube und Zwiebelhaube stammen von 1777, wie auch das barocke Langhaus. Der Chor hat ein Kreuzrippengewölbe, der Schlussstein zeigt eine Hand mit dem Wormser Schlüssel. Das Langhaus hat ein Spiegelgewölbe. Bis 1858 wurde der ummauerte Platz um die Peterskirche als Friedhof genutzt. Zwei Grabsteine aus dem 19. Jahrhundert haben sich  erhalten.
Bemerkenswert sind die freigelegten Malereien im Chor, die aus dem 15. Jahrhundert stammen. Sie zeigen Heilige, Evangelisten und Szenen aus der Heilsgeschichte. Die Kanzel stammt aus barocker Zeit. Eine Grabplatte hinter dem Altar ziert die Initialen BL, Bligger Landschad wird im Wormser Synodale 1496 erwähnt. Die Orgel wurde 1804 von Anton Overmann I. für die Kirche in Graben gebaut. Mathias Burkhard versetzte sie 1874 nach Heddesbach. Das Instrument hat 16 Register auf einem Manual und Pedal.